# Glaucium
Las amapolas cornudas (Glaucium spp.) son un género de una veintena de especies de plantas herbáceas anuales o perennes, de la familia de las papaveráceas, nativas de Europa, el norte de África y Asia, donde crecen de manera silvestre en zonas costeras y de ambientes salinos. Son glaucas, con un látex amarillo, hojas polilobuladas e irregualres. Poseen vistosas flores amarillas, naranjas o rojas, con estambres numerosos, y un fruto en forma de cápsula con un característico espolón que semeja un cuerno.

## Taxonomía
El género fue descrito por Philip Miller y publicado en The Gardeners Dictionary...Abridged...fourth edition vol. 2. 1754. La especie tipo es: Glaucium flavum
Etimología
Glaucium: nombre genérico que derivadel griego "glaucous" que significa "glauco, grisáceo".

## Especies
- Glaucium afghanicum
- Glaucium arabicum
- Glaucium bracteatum
- Glaucium calycinum
- Glaucium caricum
- Glaucium corniculatum
- Glaucium cuneatum
- Glaucium fischeri
- Glaucium flavum
- Glaucium grandiflora
- Glaucium judaicum
- Glaucium leptopodum
- Glaucium luteum
- Glaucium persicum
- Glaucium phoenicum
- Glaucium pulchrum
- Glaucium refractum
- Glaucium squamigerum